# Kadoelenbrug
De Kadoelenbrug (brug 1787) is een brug in Amsterdam-Noord. De naam Kadoelenbrug verwijst naar het gebied Kadoelen ten noorden van de brug. De brug werd tussen 29 augustus 2011 en mei 2013 gebouwd voor krap 2,5 miljoen euro. De officiële opening en ingebruikname vond al op 4 juli 2012 plaats.      

## Ligging
De brug overspant Zijkanaal I en verbindt zo de Bongerdkade met de Landsmeerderdijk, onderdeel van de Waterlandse Zeedijk. Het zijkanaal I heeft ter plaatse een afwijkend profiel. De zuidwestkade rijst relatief stijl uit het water; de noordoostoever kent een langzame overgang van water naar de relatief hoge dijk. Dit heeft tot gevolg dat de brug vanuit het noordoosten voor een behoorlijk deel boven de walkant hangt. De brug maakt deel uit van voet- en fietsroutes tussen de wijk De Bongerd en het centrum van Amsterdam-Noord, waartoe ook de in 2014 opgeleverde Druivenbrug en de in 2018 opgeleverde Bongerdbrug dienen.

## Uiterlijk
De basculebrug heeft van dijk tot kade een lengte van 110 meter. Het beweegbare deel (het val) is "slechts" achttien meter lang. Doordat delen van de brug gefabriceerd zijn van vezelversterkt kunststof (VVK) (andere delen zijn van beton) is de brug relatief licht, zodat het mogelijk was de brug op te leveren in een bijna horizontaal uiterlijk, hetgeen overeenkwam met de wensen van het toenmalige Stadsdeel Noord. Dit lijnenspel wordt bij matig licht nog versterkt vanwege verlichting in de reling van de brug. Die relingen worden gedragen door balusters die als het ware meebuigen richting het vlakke achterland.  Het val (het beweegbare deel) is gemaakt van glasvezelversterkt epoxyhars en sandwichvorm. De gebruikte materialen zouden de brug onderhoudsarm moeten maken. Dit ook lichte materiaal maakte een lichte ballastkist mogelijk. En dat maakte het mogelijk de brug als staartbrug uit te voeren; de ballastkisten, normaal opgeborgen in een kelder, hangen nu aan de zijkant van de brug. Het samenspel tussen de contragewichten en randliggers benadrukken in een pijlvorm het horizontale. 
De brug kwam in 2010 van de tekentafels van architectenbureau ipv Delft en Witteveen+Bos in een ontwerpwedstrijd. De naam van de brug was al tijdens de bouw bekend, zodat de naam in het ontwerp geïntegreerd kon worden. De brug werd al snel slachtoffer van graffiti. 

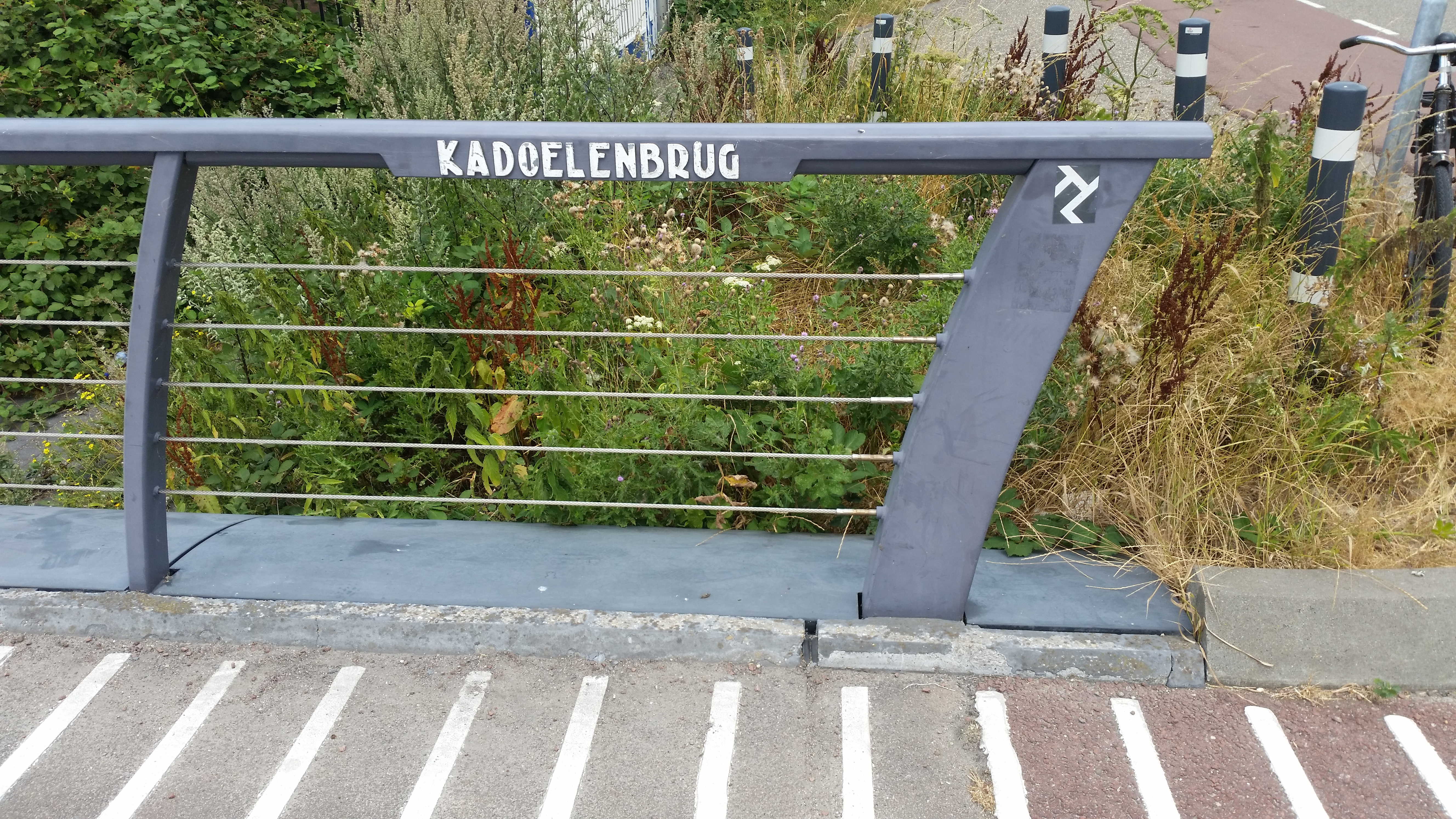
Naambord en balusters die richting Landsmeerderdijk buigen (juli 2018)

<<< · 1701 · 1702 · 1703 · 1704 · 1705 · 1706 · 1707 · 1708 · 1709 ·  1710 · 1711 · 1714 · 1715 · 1716 · 1717 · 1718 · 1719 · 1720 · 1721 · 1722 · 1723 · 1725 · 1726 · 1727 · 1728 · 1729 · 1730 · 1731 · 1732 · 1733 · 1734 · 1735 · 1736 · 1737 · 1738 · 1739 · 1741 · 1742 · 1743 · 1745 · 1746 · 1747 · 1748 · 1749 · 1750 · 1751 · 1752 · 1753 · 1754 · 1755 · 1756 · 1757 · 1764 · 1765 · 1766 · 1767 · 1768 · 1769 · 1770 · 1771 · 1772 · 1773 · 1774 · 1775 · 1776 · 1777 · 1778 · 1779 ·  1780 · 1781 · 1782 · 1783 · 1784 · 1785 · 1786 · 1787 · 1788 · 1791 · 1792 · 1793 · 1794 · 1795 · 1796 · 1797 · 1798 · 1799 · >>>
Brugnummers brug 1712, 1713, 1724, 1740, 1744, 1758, 1759, 1760, 1761, 1762, 1763, 1789, 1790 zijn niet (meer) vergeven.